# 세리어
세리어(Seri)는 멕시코 소노라주 바닷가의 2개 마을 Punta Chueca와 El Desemboque에 사는 세리인(Seri, Comcaac)들이 쓰는 말이다. 에스놀로그 자료에 따르면 716~900명 정도의 화자가 있다. 다른 어떤 언어와도 관련성을 찾을 수 없는 고립된 언어이나, 가설적인 호카어족과 연관지으려는 시도가 있다.
세리어에 관한 초기의 기록은 1692년부터 나타나지만 세리어 사용 인구는 여전히 상당히 소외되어 있다. 세리어에 대한 광범위한 연구는 1951년 하계 언어학 연구소의 Edward & Mary Beck Moser에 의해 시작되었다.
이 언어는 지역사회 내에서 존립하고 있으며 일상생활에서 활발히 사용된다. 예외는 초등학교와 중학교, 일부 지역 교회 예배, 세리족 공동체 밖의 스페인어 화자와의 의사소통 등이다. 젊은층을 포함한 지역사회 구성원 대부분은 세리어에 유창하지만 화자의 수 자체가 적고 전통적인 수렵채집 생활방식이 1930년대 정착생활로 대체된 이후 문화적 지식이 줄어들었다. 또한 많은 젊은층이 다양한 이유로 더 이상 이 언어에 유창하지 않게 되고 있으며 일부는 스페인어만을 사용한다. 이러한 이유로 세리어는 유네스코에서 취약 언어로 분류되어 있다.